# Schloss Garham
Das abgegangene Schloss Garham lag in Garham, einem Ortsteil des niederbayerischen Marktes Hofkirchen im Landkreis Passau. Eine Hofmark Garham wird im 12. Jahrhundert genannt.
Im Verzeichnis des Hochstifts Passau wird Garham ab 1200 erwähnt.
Das Schloss soll südlich der Dorfstraße gelegen haben. Ein Eintrag dazu als Bodendenkmal liegt im Bayernatlas nicht vor. 